# Михайлов Микола Федорович
Микола Федорович Михайлов (нар. 20 листопада (3) грудня 1902, село Лужніци, Санкт-Петербурзька губернія — пом. 1969, Ленінград) — радянський театральний актор, режисер і педагог, народний артист РРФСР.

## Біографія
Микола Федорович Михайлов народився 20 ноября (3) грудня 1902 року в селі Лужніци Петербурзької губернії. У 1919—1921 роках навчався в Санкт-Петербурзькому (Ленінградському) інституті шляхів сполучення.
У 1920—1925 роках був актором Великого драматичного театру в Петрограді. У 1924—1926 роках навчався в Інституті сценічних мистецтв у Петрограді.
У 1925—1930 роках грав у Ленінградському ТЮГу (зараз Театр юних глядачів імені Брянцева). У 1930 році в групі з п'яти добровольців-тюгівців (Агаронова, Воронкова, Стратілатов, Мокшанов і Михайлов) поїхав до Новосибірська організовувати Крайовий Західно-Сибірський дитячий театр. У 1935—1938 роках працював художнім керівником створеного Новосибірського ТЮГу (зараз Глобус), вважається засновником театру.
У 1932 році організував Ленінградський обласний дитячий театр.
У 1938—1966 роках був актором і режисером Новосибірського державного академічного театру «Червоний факел». У 1945—1948 роках — головний режисер театру «Червоний факел» та художній керівник Новосибірського театрального училища.
У 1966—1969 роках викладав у рідному Ленінградському державному інституті сценічного мистецтва і грав у Великому драматичному театрі в Ленінграді.
Знімався в кіно («Ми з Семиріччя», 1958).
Помер у 1969 році, похований на Північному кладовищі Санкт-Петербурга разом з дружиною Оленою Агароновою.

### Родина
- Дружина — акторка Олена Герасимовна Агаронова (1903—1985), народна артистка РРФСР.

## Нагороди та премії
- Заслужений артист РРФСР (16.05.1945).
- Народний артист РРФСР (5.11.1953).

## Роботи в театрі

### Актор
- 1938 — «Лихо з розуму» Олександра Грибоєдова — Чацький
- 1943 — «Зикови» Максима Горького — Антіпа Зиков
- 1943 — «Собака на сіні» Лопе де Вега — Теодоро
- 1952 — «Чайка» Антона Чехова — Тригорін
- 1956 — «Гамлет» Вільяма Шекспіра — Гамлет
- 1958 — «Яків Богомолов» Максима Горького — Яків Богомолов
- «Хлопець з нашого міста» — Луконін
- «Щастя» Петра Павленка — Воропаєв
- «Глибока розвідка» Олександра Крона — Майоров
- «Лисиця і виноград» Фігейреду — Езоп
- «Милий брехун» Кілті — Шоу

### Режисер

#### Новосибірський ТЮГ
- 1930 — «Гвинтівка № 492116» Олександра Крона
  - «Тимошкін рудник»[2]
- 1931 — «Аул Гідже» Миколи Шестакова
  - «Бойове ланка» Якова Задихіна
- 1931 — «Ми та інші» Л. Бочина
- 1932 — «Молодий пласт» Л. Бочина
- 1936 — «Музыкантская команда» Д. Деля
  - «Синій птах» М. Метерлінка
- 1937 — «Серьожа Стрільцов» В. Любимової
  - «Дубровський» М. Каткова за повістю Олександра Пушкіна
- 1938 — «Арсен» С. Шаншіашвілі
  - «Правда» Олександра Корнійчука

#### «Червоний факел»
- 1940 — «Одруження Фігаро» Бомарше
- 1947 — «Російське питання» К. Симонова
- 1948 — «Остання жертва» О. Островського
- 1950 — «Два табори» Л. Якобсона
- 1953 — «Не називаючи прізвищ» Мінко
- 1954 — «Світла» В. Лаврентьєва
- 1956 — «Іван Буданцев» В. Лаврентьєва
- 1957 — «Оптимістична трагедія» Вс. Вишневського
- 1959 — «Битва в дорозі» Г. Ніколаєвої

## Пам'ять
- Меморіальна дошка в Новосибірську, за місцем його проживання. Розміщена на житловому будинку по Радянській вулиці, 20 з боку вулиці Орджонікідзе.